# Alma von Stockhausen
Alma Luise Florentine Elisabeth von Stockhausen (* 30. September 1927 im Nesselroder Hof in Münster in Westfalen; † 4. Mai 2020 in Heroldsbach) war eine deutsche Philosophin und  Gründerin der Gustav-Siewerth-Akademie.

## Leben
Alma von Stockhausen war die Tochter des Juristen und Historikers Franz Eduard von Stockhausen (1903–1952) aus dem westfälischen Adelsgeschlecht Stockhausen und Elisabeth Gräfin von Bernstorff (1899–1994). Sechs Kinder gingen aus der Ehe hervor, darunter die Brüder Franz-Armin (1930–2013) und Dietrich (* 1942), beides katholische Priester.
Sie studierte ab 1946 Philosophie, Katholische Theologie und Geschichte an der Westfälischen Wilhelms-Universität Münster, der Georg-August-Universität Göttingen und der Albert-Ludwigs-Universität Freiburg. 1954 wurde sie bei Max Müller mit einer Arbeit zur Analogia entis bei Thomas von Aquin an der Philosophischen Fakultät der Universität Freiburg promoviert. 1962 habilitierte sie sich in Freiburg. Sie war eine Schülerin des Philosophen Gustav Siewerth und betrachtete auch Martin Heidegger und Nicolai Hartmann als ihre Lehrer.
Ab 1962 lehrte Alma von Stockhausen als Professorin für Philosophie an der Pädagogischen Hochschule Freiburg. 1988 gründete sie mit Unterstützung von Joseph Ratzinger die Gustav-Siewerth-Akademie.
Sie lebte zuletzt in dem fränkischen Marienwallfahrtsort Heroldsbach, wo ihr Bruder als Priester tätig ist. Dort starb sie im Mai 2020 im Alter von 92 Jahren an den Folgen einer Krebserkrankung.

## Wirken
Die Gustav-Siewerth-Akademie sollte laut von Stockhausen dem Marxismus und der Kirchenfeindlichkeit der 68er-Bewegung entgegenwirken. Der christliche Glaube sollte mit Philosophie, aber auch mit Naturwissenschaften verteidigt werden, denn „wenn man die Evolutionstheorie annimmt, kann man diese nicht mit dem Schöpfungsglauben vereinbaren. Es fehlt die Grundlage für den Glauben überhaupt“. Der Schwerpunkt der Gustav-Siewerth-Akademie liegt auf dem Gebiet der Philosophie und Theologie. Dabei wird ein Gegensatz zwischen „logischer“ katholischer Scholastik und „protestantischer Scholastik“ behauptet. Letztere sei dialektisch und könne Gut und Böse nicht unterscheiden. Als ihr Urheber gelte Martin Luther, der deshalb besonders kritisch behandelt wird:

„Wenn der Lutherische Gottesbegriff die schrecklichste Dialektik ausdrückt, also den fürchterlichsten Widerspruch, dann muss ich diesen Protestantismus überwinden. Und das, was wir heute machen, dass die katholische Kirche sich der evangelischen anpasst, ist in meinen Augen der Untergang für die katholische Kirche, der schlimmste Trick des Teufels. Wir müssen den Protestantismus überwinden – dann haben wir die Wurzel der Dialektik überwunden.“

Die Gustav-Siewerth-Akademie wurde 1988 als wissenschaftliche Hochschule in privater Trägerschaft trotz mangelnder finanzieller Mittel staatlich anerkannt (ihre Professoren arbeiteten unentgeltlich). 2013 wurde die staatliche Anerkennung durch das Wissenschaftsministerium des Landes Baden-Württemberg widerrufen, da die Akademie keinen Hochschulcharakter nachweisen konnte.  Dagegen wurde seitens der Akademie geklagt, ein Entscheid des Verwaltungsgerichtes steht noch aus. Stockhausen war fortdauernd Prorektorin der Gustav-Siewerth-Akademie.
Seit 2014 ruht nach Angaben der Akademie der Vorlesungsbetrieb. Jährlich findet ein viertägiger „Theologisch-Philosophischer Sommerkurs“ statt.
Alma von Stockhausen war Herausgeberin von Tagungsbänden und Festschriften über die Forschung zum Reformator Martin Luther, etwa von Theobald Beer.

## Ehrung
- 2007 wurde sie zur Dame des Gregoriusordens ernannt.

## Schriften (Auswahl)
- Die analogia entis bei Thomas von Aquin, Freiburg im Breisgau 1954, OCLC 73944373
- Mythos – Logos – Evolution: dialektische Verknüpfung von Geist und Materie, Neuhausen-Stuttgart 1981, ISBN 3-7751-0585-9
- Der Geist im Widerspruch. Von Luther zu Hegel, Gustav-Siewerth-Akad., Weilheim-Bierbronnen 1990, ISBN 978-3-928273-03-9
- Philosophische Anmerkungen zur jungfräulichen Gottesmutterschaft Mariens. Schriftenreihe, Band 2, Weilheim-Bierbronnen 1990, ISBN 3-928273-02-7
- Die Inkarnation des Logos – der Angelpunkt der Denkgeschichte. Schriftenreihe, Band 1, Weilheim-Bierbronnen 2007, ISBN 3-928273-01-9